# Tetingi (Blang Pegayon)
Tetingi is een bestuurslaag in het regentschap Gayo Lues van de provincie Atjeh, Indonesië. Tetingi telt 289 inwoners (volkstelling 2010).